# Округ Крук (Орегон)
Крук (енгл. Crook County) је округ у америчкој савезној држави Орегон.

## Демографија
По попису из 2010. године број становника је 20.978, што је 1.796 (9,4%) становника више него 2000. године.
| Група             | 2000.          | 2010.          |
| Белци             | 17.532 (91,4%) | 18.758 (89,4%) |
| Афроамериканци    | 8 (0,0%)       | 35 (0,2%)      |
| Азијати           | 82 (0,4%)      | 97 (0,5%)      |
| Хиспаноамериканци | 1.082 (5,6%)   | 1.463 (7,0%)   |
| Укупно            | 19.182         | 20.978         |